# Sony Ericsson Satio

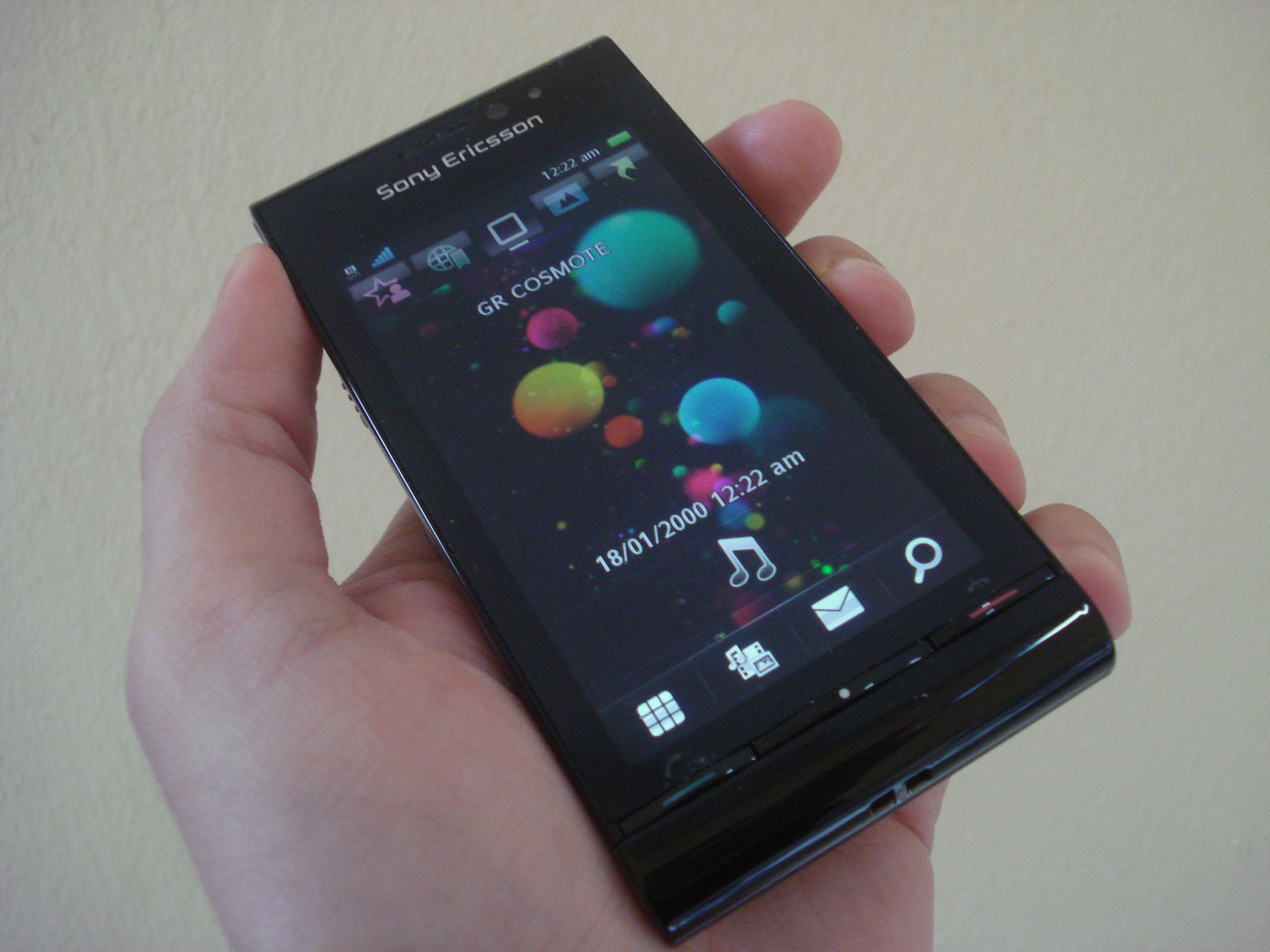
Sony Ericsson Satio.

Satio är en smartphone från Sony Ericsson, som släpptes i oktober 2009 under namnet Idou (uttalas "I do"), vilket senare ändrades till Satio.
Satio använder operativsystemet Symbian S60, version 5. Telefonen har en kamera med upplösningen 12 megapixel samt xenonblixt, liksom GPS med navigator och en pekskärm.